# ランウォ県
ランウォ県(ランウォけん、英語：Lamwo District)はウガンダの北部地域北中部の県。
2014年の人口は13万4379人。
県都はランウォ。

## 地理
- 北：南スーダン・東エクアトリア州
- 東：キトゥグム県
- 南：パデル県
- 南西：グル県
- 西：アムル県

県都ランウォは、キトゥグムから道なりに約66km北西に位置する。

また、アチョリ地方の最大都市のグルから道なりに北東に約150kmに位置する。

## 歴史
2009年7月1日、キトゥグム県の西部を割いて新設された。

## 人口
- 1991年1月12日：7万1030人
- 2002年9月13日：11万5345人
- 2014年8月27日：13万4379人[5]